# Cuenca del río Huasco
La cuenca del río Huasco es el espacio natural comprendido por la cuenca hidrográfica del río Huasco. Este espacio coincide con el espacio administrativo homónimo definido en el inventario de cuencas de Chile con el número 038 que se extiende desde la divisoria de las aguas en la cordillera de los Andes hasta su desembocadura en el océano Pacífico. Se subdivide en 3 subcuencas y 20 subsubcuencas con un total de 9814 km².
A partir de los años 70 se ha ampliado el concepto de cuenca hasta entender, ya en los primeros años del siglo XXI, una cuenca hidrográfica en lo que respecta a su definición espacial y funcional, como la unidad geopolítica y socioeconómica más apropiada y racional para el desarrollo integrado de los recursos de tierras y aguas asociados a la vegetación y en conjunto con los usuarios de nivel local y regional.: 17 

La cuenca natural del río Huasco, la del número 038.

## Límites

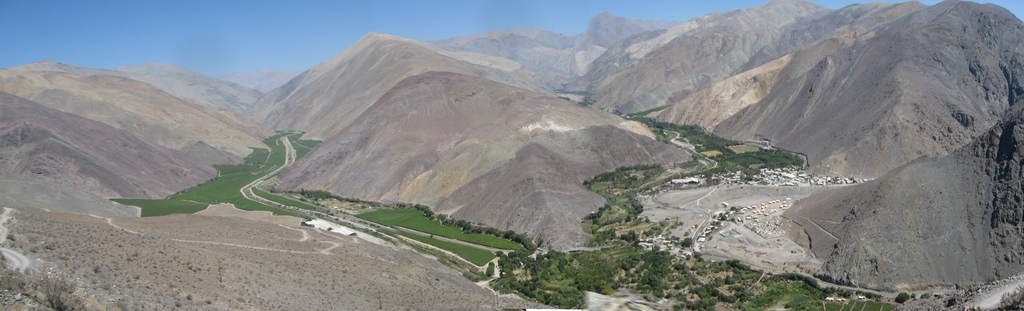
Confluencia de los ríos Tránsito (izquierda) y El Carmen (derecha).

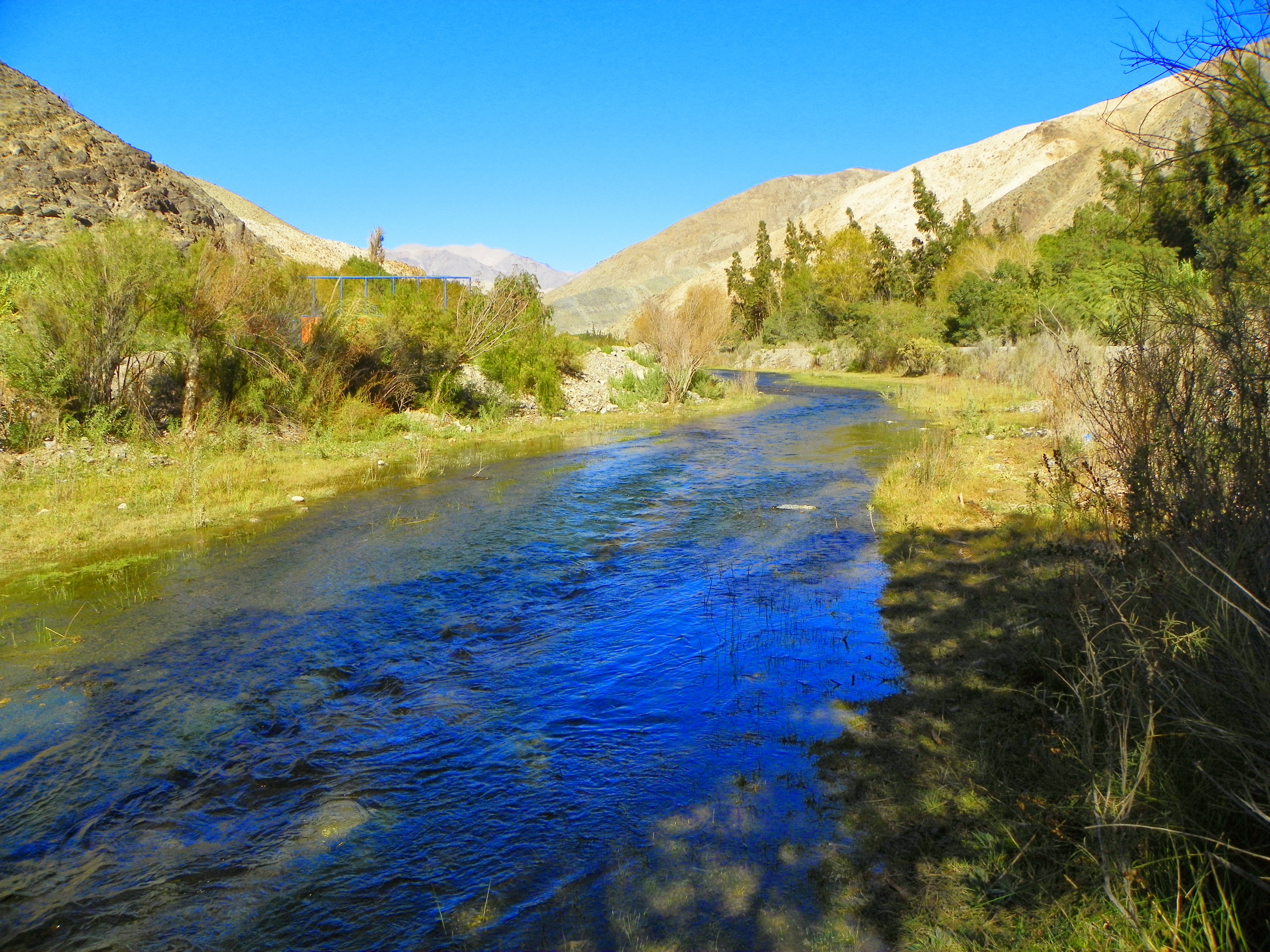
Alto del Carmen.

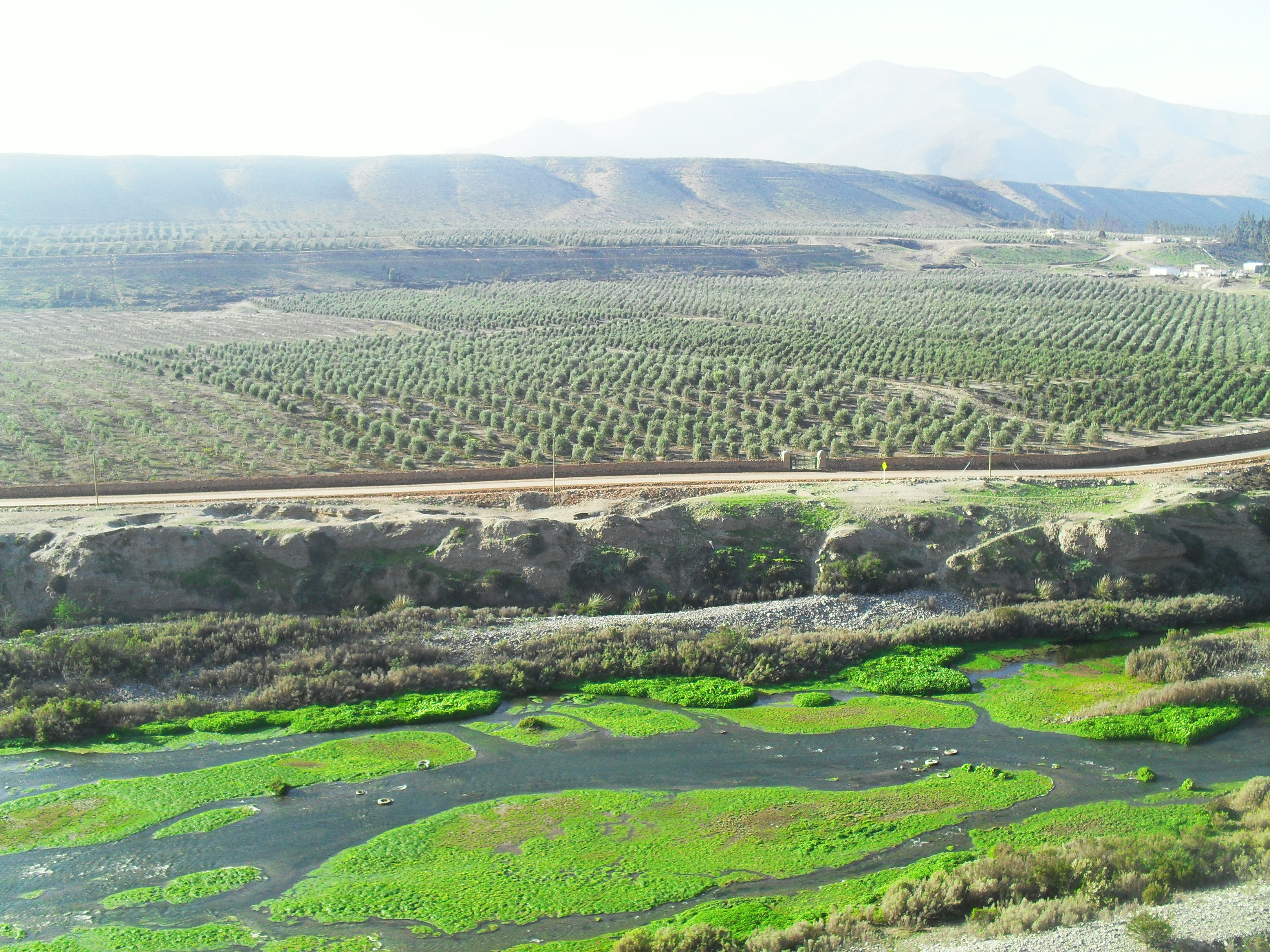
El río Huasco en Freirina.

Limita al norte con la quebrada Carrizal y algunas otras quebradas de las Cuencas entre Quebrada Carrizal y costeras hasta Río Huasco (ítem 37), y siguiendo el sentido de las agujas del reloj, más al centro con la quebrada Totoral de las Cuencas entre Quebrada Totoral y costeras hasta Quebrada Carrizal (ítem 036) y con el río Manflas de la cuenca del río Copiapó. Al oriente limita con las cuencas trasandinas del río Jáchal y otros, todos pertenecientes a la cuenca del río Desaguadero (Argentina). Al sur limita con la cuenca del río Elqui y al suroeste con la cuenca de la quebrada Los Choros (ítem 041). El lado sur de su desembocadura limita con la quebrada Chañaral de Aceitunas y otras del ítem 039, llamado cuencas costeras e islas entre río Huasco y Cuarta Región.
Las montañas Pulido y Manflas son la divisoria de aguas con la cuenca del río Copiapó. Otras alturas menores la separan de cuencas litorales como la quebrada Algarrobal pertenecientes al interfluvio Copiapó-Huasco. Por el este la cordillera de los Andes entre las cumbres del cerro Cantaritos y el Macizo de Doña Ana (5690) la separan de las cuencas trasandinas, por el sur, la cordillera de Doña Ana, la cordillera de la Punilla y la Sierra Altos de Peralta que la deslindan de los ríos Elqui y Los Choros.: 230 
Sus extremos alcanzan las coordenadas geográficas 28° 25′ S, 29°44′S, 69°47′W y 71° 14′ O.: 230 

## Población
El censo de 2002 reportó que existen 15 localidades pobladas en la cuenca, dos ciudades y 13 entidades rurales (aldeas). Las ciudades son, Vallenar con 48.040 habitantes y el puerto de Huasco con 7.945 habitantes.
Las localidades pobladas de mayor importancia en la cuenca, según el número de habitantes, son las siguientes:
| Nombre          | Población total en 2002 | Población urbana en 2002 | Cauces asociados          |
| --------------- | ----------------------- | ------------------------ | ------------------------- |
| Vallenar        | 48.040                  | 43.750                   | Río Huasco                |
| Huasco          | 7.945                   | 6.445                    | Río Huasco                |
| Freirina        | 5.666                   | 3.469                    | Río Huasco                |
| Alto del Carmen | 4.840                   | 0                        | Río Huasco y del Tránsito |

## Subdivisiones
La Dirección General de Aguas subdivide o reúne las cuencas de Chile acorde a las necesidades de estudio y gestión. Existen dos inventarios que han logrado ser aceptados como principales, el inventario de cuencas del Banco Nacional de Aguas (BNA) de 1978, de mayor uso, y el inventario de cuencas del Departamento de Administración de Recursos Hídricos (DARH) de 2014 de mejor cartografía que ha obligado a redefinir algunos límites, a veces con cambios mayores, pero también por algunas redefiniciones del concepto de subcuenca.
Bajo el BNA el código del ítem es 038 y con el DARH es 0307.
La subdivisión del BNA es como sigue:
| Categoría:Cuenca del río Huasco (038) |       |                                                                                           |          |
| 0380                                  | 03800 | Río Laguna Grande                                                                         | 689      |
| 0380                                  | 03801 | Río Valeriano                                                                             | 914      |
| 0380                                  | 03802 | Río Conay (entre Río Valeriano y Río Chollay)                                             | 170      |
| 0380                                  | 03803 | Río Chollay                                                                               | 872      |
| 0380                                  | 03804 | Río Tránsito Entre Río Chollay y Quebrada Chanchoquin                                     | 553      |
| 0380                                  | 03805 | Quebrada Chanchoquin                                                                      | 562      |
| 0380                                  | 03806 | Río Tránsito Entre Quebrada Chanchoquin y Río Huasco                                      | 351      |
| 0381                                  | 03810 | Río del Carmen bajo junta Río Sancarron                                                   | 759      |
| 0381                                  | 03811 | Río del Carmen entre Río Sancarron y Río Potrerillo                                       | 439      |
| 0381                                  | 03812 | Río Potrerillo                                                                            | 637      |
| 0381                                  | 03813 | Río del Carmen Entre Río Potrerillo Bajo Junta Quebrada la Plata                          | 444      |
| 0381                                  | 03814 | Río del Carmen Entre Quebrada La Plata y Pueblo San Felix                                 | 472      |
| 0381                                  | 03815 | Río del Carmen entre Pueblo San Felix y Río Huasco                                        | 292      |
| 0382                                  | 03820 | Río Huasco Entre Río Tránsito y Del Carmen y Quebrada Camarones                           | 257      |
| 0382                                  | 03821 | Quebrada Camarones                                                                        | 447      |
| 0382                                  | 03822 | Río Huasco Entre Quebrada Camarones y Bajo Junta Quebrada El Jilguero                     | 301      |
| 0382                                  | 03823 | Río Huasco Entre Quebrada El Jilguero y Quebrada Maitencillo                              | 336      |
| 0382                                  | 03824 | Quebrada Maitencillo                                                                      | 608      |
| 0382                                  | 03825 | Río Huasco Entre Quebrada Maitencillo y Bajo Quebrada Tórtolas                            | 430      |
| 0382                                  | 03826 | Río Huasco Entre Quebrada Tórtolas y Desembocadura                                        | 281      |
| Totales:                              |       |                                                                                           |          |
| 3                                     | 20    | Región de Atacama 88% Región de Coquimbo: 12% Tipo: Exorreica Desembocadura : O. Pacífico | 9814 km² |

La disposición de cuencas en el inventario DARH es la siguiente:
| Código       | Nombre                                                                | Código en mapa    | Tipología de cuenca | Vertiente de cuenca | Origen de cuenca  | Temperatura media anual (C°) | Temperatura máxima (C°) | Temperatura mínima (C°) | Precipitación anual (mm) | Número de estaciones fluviométricas | Número de estaciones pluviométricas | Área (km²)        |
| ------------ | --------------------------------------------------------------------- | ----------------- | ------------------- | ------------------- | ----------------- | ---------------------------- | ----------------------- | ----------------------- | ------------------------ | ----------------------------------- | ----------------------------------- | ----------------- |
| 0307         | Cuenca Río Huasco                                                     | Cuenca Río Huasco | Cuenca Río Huasco   | Cuenca Río Huasco   | Cuenca Río Huasco | Cuenca Río Huasco            | Cuenca Río Huasco       | Cuenca Río Huasco       | Cuenca Río Huasco        | Cuenca Río Huasco                   | Cuenca Río Huasco                   | Cuenca Río Huasco |
| 030700       | Río Huasco                                                            | 0                 | Exorreica           | Pacífico            | Pluvial           | 14.6                         | 24.8                    | 5.3                     | 47.8                     | 6                                   | 7                                   | 1390.0            |
| 03070000     | Quebrada El Jilguero                                                  | 61                | Exorreica           | Pacífico            | Pluvial           | 10.4                         | 20.6                    | 0.8                     | 44.7                     | 0                                   | 0                                   | 310.2             |
| 03070001     | Quebrada Camarones                                                    | 62                | Exorreica           | Pacífico            | Pluvial           | 11.0                         | 21.4                    | 1.4                     | 48.3                     | 0                                   | 0                                   | 368.3             |
| 03070002     | Quebrada Maitencillo                                                  | 63                | Exorreica           | Pacífico            | Pluvial           | 13.9                         | 24.2                    | 4.6                     | 52.1                     | 0                                   | 0                                   | 581.0             |
| 03070100     | Río Del Carmen desde junta Quebrada el Carrizo hasta Junta Río Huasco | 64                | Exorreica           | Pacífico            | Pluvial           | 4.8                          | 14.9                    | -4.7                    | 72.4                     | 4                                   | 3                                   | 1183.0            |
| 0307010000   | Río Potrerillos                                                       | 65                | Exorreica           | Pacífico            | Pluvial           | 0.4                          | 10.6                    | -9.2                    | 119.2                    | 0                                   | 0                                   | 630.6             |
| 0307010001   | Río EL Carmen hasta junta Río Potrerillos                             | 66                | Exorreica           | Pacífico            | Pluvial           | 0.8                          | 11.2                    | -8.8                    | 118.6                    | 0                                   | 0                                   | 1220.5            |
| 03070200     | Río del Tránsito                                                      | 67                | Exorreica           | Pacífico            | Pluvial           | 6.8                          | 17.1                    | -2.9                    | 54.7                     | 4                                   | 3                                   | 734.1             |
| 0307020000   | Quebrada Chanchoquín                                                  | 68                | Exorreica           | Pacífico            | Pluvial           | 5.0                          | 14.8                    | -4.4                    | 62.8                     | 0                                   | 0                                   | 558.6             |
| 0307020001   | Río Chollay                                                           | 69                | Exorreica           | Pacífico            | Pluvial           | 1.9                          | 12.1                    | -7.7                    | 98.1                     | 0                                   | 0                                   | 768.1             |
| 0307020002   | Río Conay                                                             | 70                | Exorreica           | Pacífico            | Pluvial           | 4.7                          | 15.0                    | -5.1                    | 70.0                     | 2                                   | 3                                   | 181.1             |
| 03070200020  | Río Veleriano                                                         | 71                | Exorreica           | Pacífico            | Pluvial           | 1.8                          | 11.9                    | -7.7                    | 98.3                     | 0                                   | 1                                   | 695.1             |
| 030702000200 | Río de la Laguna Chica                                                | 72                | Exorreica           | Pacífico            | Pluvial           | 0.8                          | 10.7                    | -8.6                    | 106.5                    | 0                                   | 0                                   | 225.0             |
| 03070200021  | Río Laguna Grande                                                     | 73                | Exorreica           | Pacífico            | Pluvial           | 1.7                          | 11.4                    | -7.6                    | 93.2                     | 0                                   | 1                                   | 682.9             |
| 0307020003   | Quebrada sin nombre hacia Río El Tránsito                             | 74                | Exorreica           | Pacífico            | Pluvial           | 4.5                          | 14.6                    | -5.0                    | 68.1                     | 0                                   | 0                                   | 258.5             |

## Hidrología

### Red hidrográfica
Los ríos prioritarios de la cuenca presentados en un informe de la Dirección General de Aguas son:
- Río Huasco
- Humedal Estuario del río Huasco
- Glaciar Amarillo
- Glaciar Guanaco
- Río El Tránsito

- Río Plata (El Tránsito)
- Río Chollay

- Río Pachuy
- Río Blanco (Chollay)
- Río Estrecho

- Río El Carmen (Hans Niemeyer advierte que es también llamado río Matancilla[2]: 231

- Río Potrerillo
- Río Apolinario

- Río Sancarrón
- Río del Medio (El Carmen)
- Río Primero (El Carmen)

- Río Conay

- Río Laguna Chica -- Laguna Chica (Cuenca del río Huasco)

- Río Laguna Grande -- Laguna Grande (Atacama)
- Río Valeriano

Una importante función regulativa del caudal del río Huasco cumplen el embalse Santa Juana.
Directamente relacionados con la cuenca del río Huasco están el valle del Huasco y el fracasado proyecto Pascua Lama.

### Caudales y régimen
Por la escasez de precipitaciones en la hoya media y baja, los recursos hídricos del río Huasco son los aportados exclusivamente por la alta cordillera andina, a cotas superiores a los 2500 msm y transportados hacia los sectores bajos por los ríos formativos El Tránsito y El Carmen.: 230 
La Dirección General de Aguas divide la cuenca en tres partes:: 49–50 
1. La subcuenca del Carmen, que desde su nacimiento en la cordillera de los Andes hasta su junta con el río del Tránsito presenta un régimen nival, con crecidas en diciembre en años húmedos, producto de los deshielos, mientras que en años secos se observan caudales muy bajos a lo largo de todo el año. El período de estiaje ocurre en el trimestre mayo-julio.
2. La subcuenca del Tránsito, que drena el río el Tránsito y el Conay, tiene un régimen nival, con crecidas entre noviembre y enero, en años húmedos, mientras que en años secos se observan caudales muy bajos a lo largo del año. El período de estiaje ocurre en el trimestre julio-septiembre.
3. La subcuenca del Huasco, que desde su nacimiento en la confluencia de los ríos El Tránsito y El Carmen, posse un régimen nival, con crecidas en diciembre y enero en años húmedos, producto de los deshielos. En años secos se observan caudales muy bajos durante todo el año, especialmente entre noviembre y abril, debido a la poca acumulación nival que se produce en este tipo de años. El período de estiaje ocurre en el trimestre agosto-octubre.

Hans Niemeyer, sin embargo, no es tan enfático. Al señalar que su régimen es nival, advierte que muchos años el régimen, o su caudal, tiene 2 puntas, una durante el periodo de lluvias y una durante el periodo de deshielo.: 232 

### Glaciares
El inventario público de glaciares de Chile 2022 consigna un total de 418 glaciares en la cuenca, de los cuales 407 no tienen nombre. El área total cubierta es de 37,5 km² y se estima el volumen de agua almacenada en los glaciares en 0,410 km³. Entre los glaciares se cuenta el glaciar Amarillo.

### Desaladoras
En la Región de Atacama se encuentran en operación 5 desaladoras, entre ellas la planta desaladora de agua de mar para la Región de Atacama (con una capacidad de 450 l/s. Está ubicada en Punta Zorro, al sur de Caldera). la planta desaladora Mantoverde y la desalinizadora Minera Candelaria.

## Balance hídrico

Brecha hídrica en 25 importantes cuencas de Chile.

Para tener una aproximación a nivel de cuenca (casos locales no están reflejados) del consumo comparado con la disponibilidad de agua, se define como:
Siguiendo intrincadas definiciones del consumo y la demanda que consideran aguas superficiales, subterráneas, flujos mínimos de sustentabilidad, y consumos que no son devueltos al cauce original, todo ello según normas de organizaciones internacionales, se han clasificado los resultados en cuatro casos:: 29 
- Brecha hídrica alta, se consume más del 40% del agua disponible: existe fuerte presión sobre el recurso hídrico y una urgencia máxima para el ordenamiento de la oferta y la demanda. En estos casos la baja disponibilidad de agua es un factor limitador del desarrollo económico.
- Brecha hídrica media, se consume entre el 20% y el 40% del agua disponible: existe presión sobre el recurso hídrico que debe ser ordenada, establecer prioridades, optimizar su uso y proteger los ecosistemas, también mediante inversiones.
- Brecha hídrica moderada, se utiliza entre 10% y 20% del agua disponible, la disponibilidad de agua es un factor limitador del desarrollo.
- Brecha hídrica baja, se utiliza menos del 10% de la oferta, no se experimentan presones importantes sobre el recurso hídrico.

Aplicada esta clasificación a la cuenca del río Huasco, el estudio estima una brecha hídrica moderada con un uso del 15% del agua disponible.: 80 

## Clima

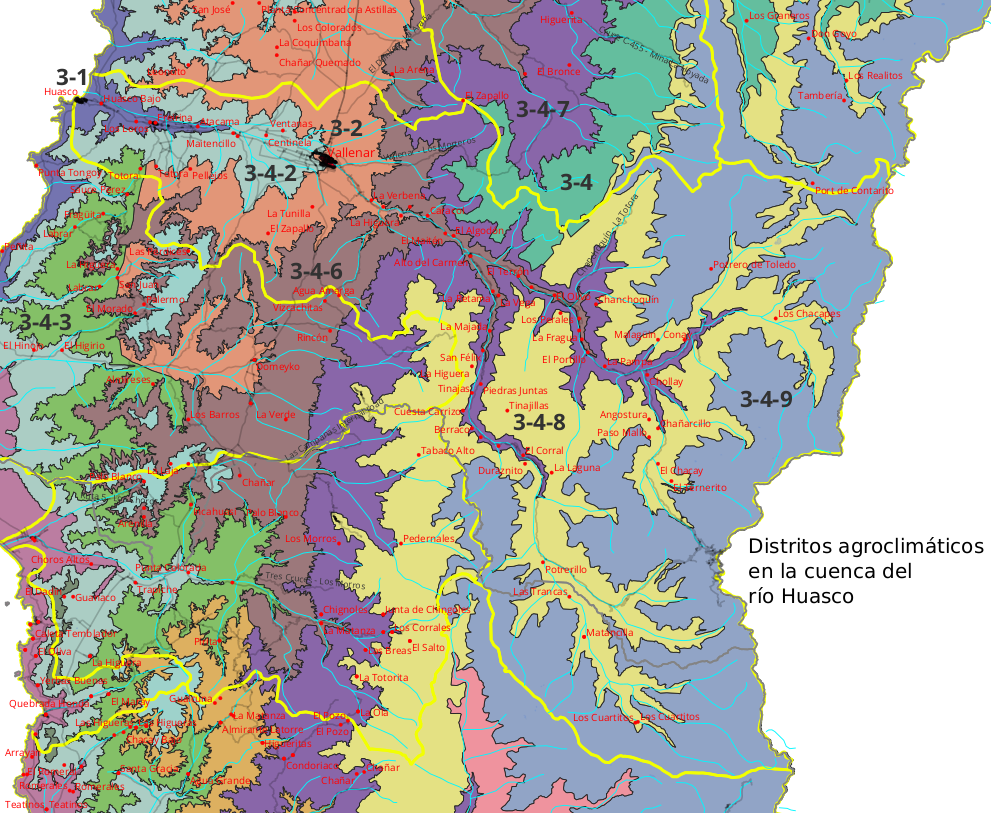
Distritos agroclimáticos en la cuenca. En amarillo los límites de las cuencas, en gris los caminos. En rojo algunas localidades.

El Atlas agroclimático de Chile distingue 8 distritos agroclimáticos en la cuenca:
- 3-1  Desierto con influencia marina y régimen de humedad xérico (BWnXe). La temperatura oscila entre un máximo de enero de 23,6 °C y un mínimo de julio de 8,3 °C. En todo el año no tiene heladas. El periodo de temperaturas favorables a la actividad vegetativa dura 12 meses. Registra anualmente 1.887 días grado y 47 horas de frío acumuladas hasta el 31 de julio. La precipitación media anual es de 28 mm y un periodo seco de 12 meses, con un déficit hídrico de 1.374 mm/año. El período húmedo dura 0 meses durante los cuales se produce un excedente hídrico de 0 mm.
- 3-4-2  Desierto con influencia marina y régimen de humedad Xérico (BWnXe). La temperatura oscila entre un máximo de enero de 26,3 °C y un mínimo de julio de 7,4 °C. Tiene un promedio de 345 días consecutivos libres de heladas. En el año se registra un promedio de 0 heladas. El periodo de temperaturas favorables a la actividad vegetativa dura 12 meses. Registra anualmente 2.065 días grado y 91 horas de frío acumuladas hasta el 31 de julio. La precipitación media anual es de 66 mm y un periodo seco de 12 meses, con un déficit hídrico de 1.382 mm/año. El período húmedo dura 0 meses durante los cuales se produce un excedente hídrico de 0 mm.
- 3-2  Desierto con influencia marina y régimen de humedad Xérico (BWnXe). La temperatura oscila entre un máximo de enero de 28,5 °C y un mínimo de julio de 6,3 °C. Tiene un promedio de 339 días consecutivos libres de heladas. En el año se registra un promedio de 2 heladas. El periodo de temperaturas favorables a la actividad vegetativa dura 12 meses. Registra anualmente 2.195 días grado y 168 horas de frío acumuladas hasta el 31 de julio. La precipitación media anual es de 37 mm y un periodo seco de 12 meses, con un déficit hídrico de 1.650 mm/año. El período húmedo dura 0 meses durante los cuales se produce un excedente hídrico de 0 mm.
- 3-4-6  Desierto interior y régimen de humedad xérico (BWXe). La temperatura oscila entre un máximo de enero de 29,4 °C y un mínimo de julio de 5,4 °C. Tiene un promedio de 282 días consecutivos libres de heladas. En el año se registra un promedio de 4 heladas. El periodo de temperaturas favorables a la actividad vegetativa dura 12 meses. Registra anualmente 2.233 días grado y 245 horas de frío acumuladas hasta el 31 de julio. La precipitación media anual es de 41 mm y un periodo seco de 12 meses, con un déficit hídrico de 1.787 mm/año. El período húmedo dura 0 meses durante los cuales se produce un excedente hídrico de 0 mm.
- 3-4-7  Desierto interior y régimen de humedad xérico (BWXe). La temperatura oscila entre un máximo de enero de 27,6 °C y un mínimo de julio de 3,6 °C. Tiene un promedio de 204 días consecutivos libres de heladas. En el año se registra un promedio de 20 heladas. El periodo de temperaturas favorables a la actividad vegetativa dura 12 meses. Registra anualmente 1.790 días grado y 598 horas de frío acumuladas hasta el 31 de julio. La precipitación media anual es de 41 mm y un periodo seco de 12 meses, con un déficit hídrico de 1.979 mm/año. El período húmedo dura 0 meses durante los cuales se produce un excedente hídrico de 0 mm.
- 3-4  Desierto de altura y régimen de humedad Xérico (BWHXe). La temperatura oscila entre un máximo de enero de 19,4 °C y un mínimo de julio de -0,2 °C. Tiene un promedio de 56 días consecutivos libres de heladas. En el año se registra un promedio de 114 heladas. El periodo de temperaturas favorables a la actividad vegetativa dura 5 meses. Registra anualmente 620 días grado y 1.436 horas de frío acumuladas hasta el 31 de julio. La precipitación media anual es de 68 mm y un periodo seco de 12 meses, con un déficit hídrico de 1.876 mm/año. El período húmedo dura 0 meses durante los cuales se produce un excedente hídrico de 0 mm.
- 3-4-8  Estepa de altura fría con régimen de humedad xérico (BSkXe). La temperatura oscila entre un máximo de enero de 13,2 °C y un mínimo de julio de -4 °C. Tiene un promedio de 0 días consecutivos libres de heladas. En el año se registra un promedio de 272 heladas. El periodo de temperaturas favorables a la actividad vegetativa dura 0 meses. Registra anualmente 145 días grado y 2.001 horas de frío acumuladas hasta el 31 de julio. La precipitación media anual es de 99 mm y un periodo seco de 12 meses, con un déficit hídrico de 1.603 mm/año. El período húmedo dura 0 meses durante los cuales se produce un excedente hídrico de 0 mm.
- 3-4-9  Estepa de altura fría con régimen de humedad híper árido (BSkHa). La temperatura oscila entre un máximo de enero de 7,7 °C y un mínimo de julio de -9,1 °C. Tiene un promedio de 0 días consecutivos libres de heladas. En el año se registra un promedio de 365 heladas. El periodo de temperaturas favorables a la actividad vegetativa dura 0 meses. Registra anualmente 8 días grado y 1.800 horas de frío acumuladas hasta el 31 de julio. La precipitación media anual es de 151 mm y un periodo seco de 11 meses, con un déficit hídrico de 1.325 mm/año. El período húmedo dura 0 meses durante los cuales se produce un excedente hídrico de 0 mm.

|  |  |

Los diagramas Walter Lieth muestran con un área azul los periodos en que las precipitaciones sobrepasan la cantidad de agua que el calor del sol evapora en el mismo lapso de tiempo, (un promedio de 10 °C mensuales evaporan 20 mm de agua caída) dejando un clima húmedo. Por el contrario, las zonas amarillas indican que durante ese tiempo el agua caída puede ser evaporada por el calor del sol.

## Actividades económicas
En la cuenca del río Huasco se realizan una variedad de actividades económicas que aprovechan el suelo, el agua, el subsuelo y su puerto.
El puerto de Huasco es un importante puerto de embarque de minerales.

### Agricultura
Las condiciones climáticas y de suelo más el riego aportado por los ríos permiten la producción de frutas, hortalizas y viñedos de alta calidad. La superficie explotable es limitada, pero usa intensamente en la producción de paltos, duraznos, uvas, damascos y chirimoyas.: 14  
La cosecha de uva se utiliza para la producción de finos licores que también son exportados a Estados Unidos, Europa, Asia y América Latina.  La introducción de modernos sistemas de riego ha permitido la expansión de la superficie cultivable.
Su ubicación septentrional permite que algunos productos frutícolas maduren más tempranamente que en el resto del país, lo cual aumenta su valor en el mercado.: 14 

### Generación de energía eléctrica
El año 2004 no existían plantas hidroeléctricas en esta cuenca.: 16 

### Actividad minera
En la cuenca existen yacimientos de hierro que poseen alto porcentaje de metal. La planta de pellet de Huasco transforma el mineral en un concentrado de hierro que alcanza mejor precio en el mercado.
En el sector preandino también hay yacimientos de minerales no metálicos como la baritina, cuarzo, y mármol.: 15 
La actividad minera se emplaza principalmente en el entorno de la ciudad de Vallenar, Quebrada Honda y localidad de Domeyko donde existen un total de 34 faenas mineras extractoras de cobre y en menor proporción oro y carbonato. También destaca la comuna de Freirina con un total de 19 faenas mineras siendo el único mineral explotado el cobre.
En la frontera internacional se intentó extraer oro, pero el proyecto Pascua Lama fue rechazado por la Corte Suprema.

## Contaminación
En un informe de la Universidad de Chile sobre la situación de los ríos de Chile en 1999 se reporta que:: 86 
En Río Huasco-Río Carmen el impacto de las descargas depende del lugar donde se realizan; por ejemplo, la contaminación por las descargas en Huasco Bajo es de 10 l/s, que no son despreciables en magnitud pero, como son realizadas cerca de la desembocadura, el impacto ocurre en el medio marino.
Por otro lado, las descargas de Vallenar y Freirina alcanzan a 58 y 4,8 l/s. respectivamente, dando lugar a contaminación bacteriológica aguas abajo. La actividad agrícola por su parte, aporta a las aguas productos químicos como pesticidas y abonos mientras, en el sector minero, destacan múltiples compañías mineras que dan origen a una diversidad de efluentes con potencial contaminante
El 99,6% (59.578 habitantes) de la población urbana de la cuenca tiene servicios de agua potable y alcantarillado. Sin embargo solo la ciudad de Vallenar posee una planta de tratamiento de aguas servidas que limpia el 98,5% de ellas. Para 2005 se esperaba instalar en Freirina y Huasco.: 27 

## Áreas bajo protección oficial y conservación de la biodiversidad
La hoya del río Huasco no posee Áreas bajo Protección Oficial pertenecientes al Sistema Nacional de Áreas Silvestres Protegidas por el Estado SNASPE.: 17 
Los sitios de conservación de la biodiversidad existentes en la cuenca incluidos en la “Estrategia y Plan de Acción para la Conservación y Protección de la Biodiversidad en Atacama”, son los siguientes:
- Humedal Estuario del río Huasco (2178 ha) Humedal costero y área marina. Alta diversidad de invertebrados, mamíferos y aves marinas. Diversidad de hábitats representativos del litoral del Norte de Chile. Pristinidad media – baja.
- Zona del Desierto florido (75.986 ha) El fenómeno del Desierto Florido, se desarrolla en la zona comprendida entre el nivel del mar y los 800 m s. n. m. En esta zona existen ecosistemas con presencia de flora única y singular. Pristinidad media.
- Reserva Natural de los Huascosaltinos (2957 ha) Reserva natural. Presencia de flora y fauna en algún grado de conservación. Mamíferos: Pseudalopex culapeus, Pseudalopex griseus y Lama huanicoe. Pristinidad alta.
- Laguna Valeriano (ver río Valeriano) (2957 ha) Presencia de flora y fauna en algún grado de conservación. Mamíferos: Pseudalopex culapeus, Pseudalopex griseus y Lama huanicoe. Pristinidad alta.
- Laguna Grande (5.865 ha) Presencia de flora y fauna en algún grado de conservación. Mamíferos: Chinchilla brevicaudata, Pseudalopex culapeus, Pseudalopex griseus y Lama huanicoe. Flora: Adesmia divaricata, Heliotropium chenopodiaceum, Atriplex imbrica, Stipa sp., Adesmia hystrix y adesmia aegyceras. Pristinidad alta.
- Laguna Chica (2957 ha) Presencia de flora y fauna en algún grado de conservación. Mamíferos: Pseudalopex culapeus, Pseudalopex griseus y Lama huanicoe. Pristinidad alta.